# Torrent de Font d'Esqueix
El torrent de Font de l'Esqueix és un torrent que discorre pels termes municipals de Moià i de Castellcir, de la comarca del Moianès. El tram que discorre pel terme castellcirenc és dins de la Vall de Marfà.